# Gowrie (Iowa)
Gowrie – miasto w Stanach Zjednoczonych, w stanie Iowa, w hrabstwie Webster. Zgodnie ze spisem statystycznym z 2000 roku, miasto liczyło 1.038 mieszkańców.